# Костомлоти-Другі
Костомлоти-Другі (пол. Kostomłoty Drugie) — село в Польщі, у гміні Медзяна Ґура Келецького повіту Свентокшиського воєводства.
Населення — 1637 осіб (2011).
У 1975-1998 роках село належало до Келецького воєводства.

## Демографія
Демографічна структура на день 31 березня 2011 року:
|          | Загалом | Допрацездатний вік | Працездатний вік | Постпрацездатний вік |
| -------- | ------- | ------------------ | ---------------- | -------------------- |
| Чоловіки | 810     | 203                | 543              | 64                   |
| Жінки    | 827     | 181                | 509              | 137                  |
| Разом    | 1637    | 384                | 1052             | 201                  |